# Szögletesfogsorú-gőtefélék
A szögletesfogsorú-gőtefélék (Hynobiidae) a  kétéltűek (Amphibia) osztályába, a farkos kétéltűek (Caudata) rendjébe tartozó család.
7 nem és 45 faj tartozik a családba.

## Rendszerezés
A családba az alábbi alcsaládok, nemek és fajok tartoznak.

### Hynobiinae
A Hynobiinae alcsaládba 6 nem tartozik:
- Batrachuperus (Boulenger, 1878) – 10 faj
  - Batrachuperus cochranae
  - Batrachuperus gorganensis
  - Batrachuperus karlschmidti
  - Batrachuperus londongensis
  - Batrachuperus mustersi
  - Batrachuperus persicus
  - kínai hegyiszalamandra (Batrachuperus pinchonii)
  - Batrachuperus taibaiensis
  - Batrachuperus tibetanus
  - Batrachuperus yenyuanensis

- Hynobius (Tschudi, 1838) – 26 faj
  - Hynobius abei
  - ancsi szalamdra (Hynobius amjiensis)
  - Hynobius arisanensis
  - Hynobius boulengeri
  - Hynobius chinensis
  - Hynobius dunni
  - Hynobius formosanus
  - Hynobius hidamontanus
  - Hynobius kimurae
  - Hynobius leechii
  - Hynobius lichenatus
  - Hynobius naevius
  - Kyushu szögletesfogú gőte (Hynobius nebulosus)
  - Hynobius nigrescens
  - Hynobius okiensis
  - Hynobius quelpartensis
  - Hynobius retardatus
  - Hynobius sonani
  - Hynobius stejnegeri
  - Hynobius takedai
  - Hynobius tokyoensis
  - Hynobius tsuensis
  - Hynobius turkestanicus
  - Hynobius yangi
  - Hynobius yiwuensis
  - Hynobius yunanicus

- Onychodactylus (Tschudi, 1838) – 2 faj
  - Onychodactylus fischeri
  - japán karmosujjú gőte (Onychodactylus japonicus)

- Pachyhynobius (Fei, Qu & Wu, 1983) – 1 faj
  - Pachyhynobius shangchengensis

- Ranodon (Kessler, 1866) – 4 faj
  - Ranodon flavomaculatus
  - Ranodon shihi
  - békafogú gőte (Ranodon sibiricus)
  - Ranodon tsinpaensis

- Salamandrella (Dybowski, 1870) – 1 faj
  - szibériai szalamandra (Salamandrella keyserlingii)

### Protohynobiinae
A Protohynobiinae alcsaládba 1 nem tartozik:
- Protohynobius (Fei & Ye, 2000) – 1 faj
  - Protohynobius puxiongensis